# Catacomb Abyss
Catacomb Abyss (ook bekend als The Catacomb Abyss of als The Catacomb Abyss 3-D) is een first-person shooter computerspel met een fantasy thema. Het werd ontwikkeld door het Amerikaanse softwarebedrijf Softdisk en uitgegeven in november 1992 voor DOS.
Het is de vierde titel in de Catacomb-serie van computerspellen. De voorgaande titel, Catacomb 3-D, was ontwikkeld door Id Software op basis van een contract met Softdisk.
Nadat dit contract ten einde kwam, bleef Softdisk eigenaar van zowel de broncode als het intellectueel eigendom van Catacomb 3-D.:106 Het softwarebedrijf stelde een nieuw, intern team samen om drie vervolgdelen te ontwikkelen, die bekend staan als de Catacomb Adventure-serie. Deze trilogie bestaat uit Catacomb Abyss, Catacomb Armageddon en Catacomb Apocalypse. Softdisk publiceerde een shareware versie van Catacomb Abyss, die vrij gedistribueerd en gespeeld kon worden om spelers aan te moedigen de volledige trilogie te kopen.
Het verhaal gaat verder na de gebeurtenissen in Catacomb 3-D. De speler neemt weer de rol aan van tovenaar Petton Everhail. Na de dood van aartsrivaal Nemesis hebben zijn volgelingen een mausoleum gebouwd nabij het kerkhof om hun overleden meester te eren. Al snel verschijnen er kwaadaardige krachten rondom het mausoleum. Het is wederom aan Petton Everhail om met zijn magische spreuken de terreur te stoppen.
De gameplay bestaat uit het navigeren door het kerkhof, het mausoleum en andere omgevingen, waarbij middels magische spreuken de strijd wordt aangegaan met de volgelingen van Nemesis. Sleutels moeten verzameld worden om deuren te ontgrendelen. Het spel bevat ook een voorwerp in de vorm van een zandloper, waarbij tijdelijk de tijd bevriest zodra deze wordt opgepakt.
PC Gamer blikte terug op Catacomb Abyss in 2021. De recensie beschrijft het spel als "ongelofelijk primitief", maar ook "een interessante blik op een richting die schietspellen in hadden kunnen gaan, als Wolfenstein 3D en Doom niet al de koers hadden bepaald voor de daaropvolgende jaren".

## Gameplay
De gameplay leent veel elementen van Catacomb 3-D. De speler zoekt naar sleutels in een doolhof om deuren te ontgrendelen die toegang geven tot het volgende level. Om te helpen bij de navigatie is elke ruimte binnen een level voorzien van een korte beschrijving, die getoond wordt op het scherm. De speler kan magische raketten afvuren met zijn hand om vijanden te doden en breekbare muursegmenten te vernielen.
Het spel bevat zestien reguliere levels. Het laatste level bevat instructies om te kunnen verplaatsen naar elk level, inclusief drie geheime levels.
Waar de levels in Catacomb 3-D nog hoofdzakelijk bestonden uit kerkers, laten de levels in Catacomb Abyss meer gevarieerde omgevingen zien. Er zijn levels in de open lucht met bliksem, een oud aquaduct waar water in staat en helse gangen met kloppende muren. De vijf soorten vijanden uit Catacomb 3-D keren terug in Catacomb Abyss, naast verschillende nieuwe vijanden. Sommige vijanden kunnen onverwacht tevoorschijn komen, zoals zombies die uit de grond omhoog kruipen en strijdende skeletten die zich loswroeten uit met aarde bedekte muren.
Net zoals in het voorgaande spel kan de speler bolts, nukes en potions oppakken, hoewel ze zijn hernoemd naar respectievelijk Zappers, Xterminators and Cures. Ze functioneren nog hetzelfde: een Zapper creëert een stroom aan magische raketten, een Xterminator schiet magische raketten in een cirkel patroon en een Cure hersteld de gezondheid van de speler terug naar 100%. Er zijn ook schatkisten die een willekeurige combinatie van die drie voorwerpen geven. De speler kan elk voorwerp tot een maximum van 99 stuks dragen. Voorwerpen kunnen vernietigd worden als ze per ongeluk geraakt worden door een magische raket.
Catacomb Abyss introduceert een radar genaamd de Crystal Sphere (Nederlands: kristallen bol), die de magische raketten en nabije vijanden toont. Bij aanvang van het spel verschijnen vijanden nog niet op de Crystal Sphere. De speler kan in totaal vijf edelstenen verzamelen om de zichtbaarheid van bepaalde soorten vijanden op de Crystal Sphere te ontgrendelen.
Het spel introduceert ook een voorwerp in de vorm van een zandloper. Wanneer dit voorwerp wordt opgepakt bevriest tijdelijk de tijd. Dit stelt de speler in staat om een reeks van magische raketten te plaatsen bij bevroren vijanden, die geraakt worden als de tijd weer in beweging komt.

## Verhaal
In het voorgaande spel speurde de tovenaar Petton Everhail door de catacomben om zijn vriend Grelminar te redden van de kwade magiër Nemesis. Uiteindelijk slaagt de held er in om Nemesis te doden. Na de dood van hun meester bouwen de volgelingen van Nemesis een mausoleum nabij het kerkhof om hem te eren. Kort nadat de bouw van het mausoleum voltooid is, verspreiden er kwade krachten over het land. Als antwoord op deze terreur huren de lokale dorpsbewoners Petton Everhail in om nogmaals ten strijde te trekken tegen de troepen van Nemesis. De held begint zijn speurtocht in het kerkhof, om van daaruit af te dalen in de grafkelders onder het mausoleum.

## Ontwikkeling
De spelserie Catacomb startte toen programmeur John Carmack het spel Catacomb ontwikkelde, een tweedimensionaal spel met een top-downperspectief voor de Apple II. In 1990 ging Carmack werken bij Softdisk, een softwarebedrijf dat gevestigd was in de stad Shreveport in de Amerikaanse staat Louisiana. Hij werkte daar aan een diskette tijdschrift genaamd Gamer's Edge, wat opgestart was door spelontwikkelaar John Romero in augustus 1990. Klanten konden zich abonneren op Gamer's Edge om elke twee maanden één of meer PC spellen te ontvangen van Softdisk. Deze spellen werden voltijds ontwikkeld door John Carmack, John Romero, Adrian Carmack en Lane Roathe, met wat aanvullend spel en level design van Tom Hall. Voor de eerste editie van Gamer's Edge porteerde John Carmack zijn Catacomb spel naar MS-DOS.
In september 1990 ontwikkelde Carmack een efficiënte manier om het beeld te laten scrollen.
John Romero zag meteen veel potentie in deze nieuwe technologie. Ze besloten stiekem apparatuur van hun werkgever te lenen om deze technologie in een eigen spel te verwerken, genaamd Commander Keen in Invasion of the Vorticons.:48-51
Dit spel werd uitgegeven via uitgever Apogee Software op 14 december 1990. Commander Keen werd uitgegeven via het shareware distributie model; de eerste episode werd aangeboden als een gratis download, terwijl de overige twee episodes gekocht konden worden per post als een plastic zak met diskettes. Commander Keen werd een commercieel succes.:63-66
Al snel kwam Softdisk CEO Al Vekovius er achter dat zijn werknemers bedrijfsapparatuur hadden gebruikt om een spel uit te geven via een concurrerende uitgever. Niettemin voelde Vekovius dat zijn bedrijf afhankelijk was van de Gamer's Edge abonnementen. Hij probeerde het team er van te overtuigen een nieuw bedrijf te starten in samenwerking met Softdisk. Na enkele weken onderhandelen ging het team akkoord met het produceren van een reeks spellen voor Softdisk, één spel elke twee maanden. Op 1 februari 1991 richtten John Carmack, John Romero, Tom Hall en Adrian Carmack hun eigen bedrijf op, genaamd id Software.:66-76
Sommige computerspellen die id Software ontwikkelden voor Softdisk gebruikten de efficiënte scroll technologie van Commander Keen, maar John Carmack maakte ook van deze gelegenheid gebruik om verder te experimenten met zijn engines. Hij ontwikkelde een 3D engine voor een actiespel genaamd Hovertank 3D, die in april 1991 door Softdisk werd uitgebracht. In november werd deze 3D engine uitgebreid met textuurmapping voor het spel Catacomb 3-D.:164 Aan het einde van 1991 eindigde de overeenkomst met Softdisk. Het team van id Software startte de ontwikkeling van hun volgende spel, Wolfenstein 3D, dat uitgegeven zou worden door Apogee Software.
Dankzij het contract met id Software verkreeg Softdisk zowel de 3D engine als het intellectueel eigendom van Catacomb 3-D. Dit stelde het bedrijf in staat om nieuwe 3D spellen te ontwikkelen in de Catacomb serie. Echter, Softdisk moest een volledig nieuw team samenstellen om de vertrokken oprichters van id software te vervangen.:106
Spelontwerper Greg Malone nam de leiding over het nieuwe team. Malone had eerder voor Origin Systems gewerkt aan de RPG spellen Moebius: The Orb of Celestial Harmony en Windwalker. Voor het programmeren werden Mike Maynard en Jim Row toegevoegd aan het team. Sommige afbeeldingen van vijanden die Adrian Carmack had gemaakt voor Catacomb 3-D werden hergebruikt voor Catacomb Abyss, maar de meeste afbeeldingen in het spel werden nieuw ontworpen door artiesten Jerry K. Jones, Carol Ludden en Steven Maines. Het nieuwe team besteedde bijna heel 1992 aan het produceren van Catacomb Abyss en diens opvolgers Catacomb Armageddon en Catacomb Apocalypse. Eind 1992 werd Gamer's Edge stopgezet. Programmeurs Mike Maynard en Jim Row verlieten Softdisk om het nieuwe softwarebedrijf JAM Productions op te richten, waar ze het spel Blake Stone: Aliens of Gold ontwikkelden. Spelontwerper Greg Malone zou later de creatief directeur voor het spel Duke Nukem 3D worden.

## Publicatie
Met ongeveer 3000 abonnees werd het diskette tijdschrift Gamer's Edge nooit een commercieel succes.
Na het succes van de shareware titel Commander Keen besloot het management van Softdisk om het shareware model te gebruiken voor Catacomb Abyss. Spelers konden de shareware versie van Catacomb Abyss vrij spelen en distribueren. Bij de shareware versie zat een elektronische catalogus, die adverteerde met zowel de geregistreerde versie van Catacomb Abyss als ook de twee vervolgdelen Catacomb Armageddon en Catacomb Apocalypse. Klanten konden Softdisk bellen om deze drie spellen te bestellen.
De geregistreerde versie van Catacomb Abyss bevat ook een handleiding met speltips, maar bevat verder hetzelfde set aan levels als de shareware versie.
De Catacomb serie werd aangekocht door het softwarebedrijf Flat Rock Software in 2012, dat de spellen als downloads aanbod op hun website flatrocksoft.com.
In maart 2013 werd de Catacomb-serie uitgebracht op GOG.com als het Catacombs Pack. De MS-DOS emulator DOSBox wordt meegeleverd met het Catacombs Pack om ondersteuning voor Microsoft Windows en Linux te bieden.

## Ontvangst
| Recensiescore | Recensiescore |
| Publicist     | Score         |
| ------------- | ------------- |
| PC Joker      | 65%           |

### Recensies destijds
Het Amerikaanse computerspeltijdschrift Computer Gaming World publiceerde een recensie in mei 1993. Het noemde Catacomb Abyss "erg leuk" ondanks het "minimale" EGA beeld en geluid. De recensie waarschuwt dat sommige spelers mogelijk reisziekte ervaren door de 3D scroll techniek in het spel.
Het Britse tijdschrift PC Zone schreef ook in mei 1993 dat het 3D beeld niet zo vloeiend scrolt als in Wolfenstein 3D. Dit kan irriteren bij langere spelsessies. Echter, de recensent schrijft ook dat de gameplay in de Catacomb serie beter is in vergelijking tot Wolfenstein 3D. Hij prijst de "atmosfeer van echte spanning" in de spellen en beschouwt Catacomb Abyss als een goed voorbeeld van wat shareware spellen kunnen bieden.
Het Duitse tijdschrift PC Games vermeld in hun uitgave van maart 1993 dat Catacomb Abyss naar de Duitse markt was gebracht als een alternatief voor het spel Hundefelsen 3D van id Software. In die tijd gebruikten Duitse spelers Hundefelsen 4C als een codenaam voor Wolfenstein 3D, een spel dat verboden was in Duitsland vanwege het weergeven van nazi's.
De recensie van PC Games vermeld dat "Catacomb Abyss zeer speelbaar en fascinerend is door het goed geanimeerde 3D perspectief". De recensie waarschuwt dat een snelle computer is vereist, want het spel is een "eersteklas verslinder van hulpbronnen". Echter, "de goede 3D weergave draagt veel bij aan de atmosfeer en het spelplezier".
Het Duitse tijdschrift PC Joker beoordeelde de Catacomb 3D Adventure-serie in hun uitgave van november 1993. Volgens de recensie "zorgen de goed gecamoufleerde geheimen, de verscheidenheid aan bonus voorwerpen, verborgen boekrollen, mooie beeld en prima geluid voor stemming". Het sluit af met dat het spel "vanaf het begin een redelijke indruk maakt op een volle-prijs markt".

### Terugblik
Het Amerikaanse PC Gamer blikte in 2021 terug op Catacomb Abyss. Het beschreef het spel als "ongelofelijk primitief" met "enkele van de meest oogverblindend lelijke muur texturen ooit". Wat het spel interessant maakt zijn de afwijkende ontwerp keuzes ten opzichte van populaire spellen destijds. Het bied "een interessante blik op een richting die schietspellen in hadden kunnen gaan, als Wolfenstein 3D en Doom niet al de koers hadden bepaald voor de daaropvolgende jaren". PC Gamer beschrijft de mogelijkheid om de tijd te bevriezen als een "extreem coole" functie, die doet denken aan het visuele effect dat bekend staat als bullettime.
De recensie van computerspel website GameFAQs stelt dat Catacomb Abyss grafisch iets beter is vergeleken met Catacomb 3-D, met beter gebruik van het kleurenpalet en enkele interessante effecten, zoals geanimeerde muren, een level dat overspoeld is met water en levels met bliksem in de open lucht. Als nadeel wordt genoemd dat het spel te makkelijk is.
YouTube computerspelrecensent GmanLives meld ook dat Catacomb Abyss grafisch iets beter is en meer variatie in vijanden en omgevingen bied ten opzichte van diens voorganger. Hij houdt er niet van dat sommige sleutels, die essentieel zijn om verder te komen in het spel, verborgen zitten achter ongemarkeerde, breekbare muren. Daarnaast kon hij het spel uitspelen binnen twee uur, waardoor het meer op een uitbreidingspakket leek dan een volwaardig spel.

## Vervolgdelen

### Catacomb Armageddon
Catacomb Armageddon (ook bekend als The Catacomb Armageddon 3-D of als Curse of the Catacombs) is een first-person shooter computerspel met een fantasy thema. Het spel werd ontwikkeld door het Amerikaanse softwarebedrijf Softdisk en uitgebracht in 1992 voor DOS. Het is de tweede titel in een trilogie die bekend staat als de Catacomb 3-D Adventure serie.
Het verhaal gaat verder na de gebeurtenissen in Catacomb Abyss. Nadat zijn kwaadaardige troepen door de speler zijn verslagen vlucht aartsrivaal Nemesis uit de catacomben en hergroepeerd hij een nieuw leger bij een dorp dat bekend staat als Towne of Morbidity. De speler gaat in de achtervolging en komt aan bij het dorp. Dat is het begin van een nieuwe tocht, die de speler meeneemt door een donker woud, een verloren stad der verdoemden en verschillende andere gevaarlijke locaties.
De basis gameplay in Catacomb Armageddon is grotendeels hetzelfde als in het voorgaande deel Catacomb Abyss. De belangrijkste verschillen tussen Catacomb Armageddon en Catacomb Abyss zijn het ontwerp van de vijanden en de omgevingen.
Het spel bevat zestien levels, met omgevingen zoals een donker woud, een martelkamer en een kolonie van gigantische mieren. De Demon's Hold is een gevangenis waar tweekoppige, rode demonen vast zitten achter krachtvelden. Voordat er met deze demonen gestreden kan worden, moet de speler ze eerst vrijlaten uit hun cellen door te schieten op de krachtvelden. The Crystal Maze bevat een grote ruimte die is gevuld met monsters, een rode sleutel en een doolhof van onzichtbare muren. De speler kan door het doolhof navigeren door te schuiven langs de onzichtbare muren.
Tussen de monsters in Catacomb Armageddon zitten gigantische mieren die eenmaal verslagen hun pootjes laten trillen in een poel van groen bloed. Het donkere woud bevat kwaadaardige bomen die de speler achtervolgen. Bomen die geraakt worden door de speler blijven branden, zodat de speler er voorzichtig omheen moet lopen. Andere vijanden zijn dodelijke konijnen, skeletten, succubi, kwaadaardige ogen en magiërs. De eindbaas is Nemesis, maar de speler komt ook meerdere klonen van hem tegen.
Ten tijde van de oorspronkelijke publicatie in 1992 kon Catacomb Armageddon alleen direct bij Softdisk besteld worden via telefoon of post. In 1993 werd Catacomb Armageddon opnieuw uitgebracht voor de detailhandel onder de naam Curse of the Catacombs door uitgeverij Froggman. De Froggman uitgave heeft een ander introductie scherm vanwege de naamswijziging. Het introduceerde ook een breed glimlachende kikker op de HUD. Volgens PC Gamer wordt door de toevoeging van deze kikker alle sfeer volledig om zeep geholpen.
Het Amerikaanse computerspel tijdschrift Computer Gaming World plaatste een recensie van Curse of the Catacombs in hun uitgave van oktober 1993. Bij het maken van een vergelijking met The Catacomb Abyss stelde de recensie dat Curse of the Catacombs "meer van hetzelfde monster beukende en doolhof verpletterende opwinding" bevat. Ondanks de "primitieve" 16-kleuren weergave en "minimale" geluidseffecten concludeert de recensie dat het spel waar biedt voor zijn relatief lage winkelprijs.

### Catacomb Apocalypse
Catacomb Apocalypse (ook bekend als The Catacomb Apocalypse 3-D of als Terror of the Catacombs) is een first-person shooter computerspel met een fantasy thema. Het spel werd ontwikkeld door het Amerikaanse softwarebedrijf Softdisk en uitgebracht in 1993 voor DOS. Het is de derde titel in een trilogie die bekend staat als de Catacomb 3-D Adventure serie.
Het verhaal gaat over aartsrivaal Nemesis die door middel van tijdreizen toekomstige robots en cyborgs ronselt. Deze mechanische monsters worden toegevoegd aan de gelederen van de reguliere fantasy vijanden in een laatste poging om de speler te verslaan.
Onder de futuristische vijanden zitten mechanische vliegen, androïde magiërs en drones. Deze worden gehusseld met fantasy wezens, zoals tovenaars, skeletten en blauwe demonen. De omgevingen bevatten onder andere een tuin, een ondergelopen stad en de kern van een computer.
Catacomb Apocalypse herintroduceert een niet-lineair netwerk van levels, zoals dat ook in Catacomb 3-D was gebruikt. Dat heeft tot gevolg dat soms de speler kan kiezen tussen meerdere levels om naar toe te gaan. Een nieuwe functie in dit spel, dat niet in de voorgaande Catacomb spellen aanwezig was, zijn muren die ondoordringbaar lijken, maar waar de speler doorheen kan lopen.
Ten tijde van de oorspronkelijke publicatie in 1993 kon Catacomb Apocalypse alleen direct bij Softdisk besteld worden via telefoon of post. Datzelfde jaar werd Catacomb Apocalypse opnieuw uitgebracht voor de detailhandel onder de naam Terror of the Catacombs door uitgeverij Froggman.
Het Amerikaanse computerspel tijdschrift Computer Gaming World plaatste een recensie van Terror of the Catacombs in hun uitgave van februari 1994. De recensie stelt dat het spel dezelfde gameplay en beeld biedt als de eerdere Catacomb-spellen, met als minpunt dat het beeld nog steeds beperkt is tot het 16-kleuren EGA palet. Echter, ondanks het "matte beeld", concludeert de recensie dat "de speelbaarheid goed is, bijna verslavend, en waar voor zijn geld biedt".

## Opensourcesoftware
Na de publicatie van de Catacomb-serie via GOG, besloot Flat Rock Software in 2014 om de bron code van deze spellen beschikbaar te stellen als opensourcesoftware onder de GNU General Public License.
Dit stelde programmeurs in staat om de bron code van Catacomb Abyss te porteren naar andere besturingssystemen. De source port Reflection Keen, later hernoemd naar ReflectionHLE, stelt spelers in staat om Catacomb Abyss te spelen op Microsoft Windows, Linux, macOS, AmigaOS en Android.
Een andere source port voor Catacomb Abyss, genaamd CatacombGL werd geïntroduceerd in 2018 en biedt hardware-versnelde beelden door middel van OpenGL.. CatacombGL ondersteunde initieel enkel Microsoft Windows. Ondersteuning voor Linux werd toegevoegd in 2022.